# Første Dag (sang)
Første Dag er en single af sangeren Benjamin Hav og sangeren Ella Augusta. Den blev udgivet den 13. oktober 2023 af Sony Music Denmark, og den blev produceret af Emil Falk. Den røg ind som nummer 16 på den danske hitliste, og er dermed Benjamin Havs fjerde sang på hitlisten, og Ella Augustas første.

## Credits
- Hentet fra Spotify[1]:
- Fremført af - Benjamin Hav, Ella Augusta
- Skrevet af - Benjamin Hav, Ella Augusta, Emil Falk
- Produceret af - Emil Falk